# Pavel Dumbrovský
Pavel Dumbrovský (* 24. ledna 1958 v Opavě) je český žurnalista, známý především jako bývalý moderátor na TV Nova.

## Mládí
Pavel Dumbrovský se narodil 24. ledna 1958 v Opavě jako syn středoškolského profesora Miroslava a Libuše Dumbrovských.

## Studia a kariéra
Vystudoval gymnázium v Opavě, v roce 1981 absolvoval Fakultu žurnalistiky na Univerzitě Karlově v Praze.
V Československé televizi působil jako redaktor před listopadem 1989.
V roce 1991 zvítězil v kategorii Moderátor zpravodajských pořadů v I. ročníku ankety TýTý v Československé televizi. Porazil dvojici Evu Jurinovou a Petra Studenovského. V roce 1997 se stal pracovníkem TV Nova jako zpravodaj parlamentu a hlasatel. Ještě větší popularity dosáhl 3. září 2006, kdy se stal po boku Pavly Charvátové moderátorem hlavní zpravodajské relace Televizní noviny. Později začal moderovat také Odpolední televizní noviny a od roku 2005 moderuje magazín Víkend.
Jeho první moderátorskou kolegyní byla Pavla Charvátová, po ní Renáta Czadernová a naposledy tvořil moderátorskou dvojici s herečkou a moderátorkou Michaelou Ochotskou.
Dumbrovský na TV Nova působil 14 let, v roce 2012 odešel podle vlastních slov po vzájemné dohodě.

## Ocenění
V roce 1991 získal Pavel Dumbrovský první místo moderátora zpravodajství v I. ročníku ankety TýTý, v letech 1992 a 1993 uhájil druhé místo této pozice v TýTý, v roce 1994 obsadil osmé a v roce 1995 desáté místo.

## Soukromý život
Pavel Dumbrovský se v roce 1979 oženil s Jitkou Novotnou, která je lékařkou. Mají tři děti: syna Tomáše (* 1979) a dcery Veroniku (* 1986) a Zuzanu (* 1998). S rodinou bydlí v Praze.